# Hogna tigana
Hogna tigana är en spindelart som först beskrevs av Willis J. Gertsch och Wallace 1935.  Hogna tigana ingår i släktet Hogna och familjen vargspindlar. Inga underarter finns listade i Catalogue of Life.